# Alpinwelt
Die alpinwelt (kleingeschrieben) ist ein Bergmagazin, das von der Sektion München und Sektion Oberland des Deutschen Alpenvereins herausgegeben wird. Es ist nicht im Handel erhältlich, sondern wird den rund 180.000 Sektionsmitgliedern ohne weitere Bezugsgebühr zugestellt und liegt darüber hinaus in 6 Kletteranlagen, über 50 Sportfachgeschäften, mehr als 1.000 Arztpraxen in und um München und Oberbayern sowie auf deutschen Alpenvereinshütten zur kostenlosen Mitnahme aus.

## Erscheinen und Auflage
Die alpinwelt erscheint viermal im Jahr. Zusätzlich werden jährlich in den Sondernummern alpinprogramm und Kinder- und Jugendprogramm die Veranstaltungsprogramme der Sektionen veröffentlicht.
Die Druckauflage beträgt 111.000 Stück, davon gehen 100.000 an Mitglieder der beiden Sektionen.

## Inhalt
In jeder Ausgabe der alpinwelt wird ein Schwerpunktthema von verschiedenen Autoren vertieft behandelt, zum Beispiel Alpen im Wandel oder Lebensgefühl Berg. Darüber hinaus enthält jedes Heft Beiträge zum Sektionsgeschehen, zu den Kinder- und Jugendgruppen der Sektionen und zu Umweltthemen sowie Tourenberichte und Tourentipps.